# ジェームズ・ソーンヒル
ジェームズ・ソーンヒル（Sir James Thornhill、1675年7月25日 - 1734年5月4日、生年は1676年とも）はイギリスの画家である。多くの建物の壁画を描いた。宮廷画家に任じられ、画家として最初にサーの称号を得た人物になった。

## 生涯
イングランド、ドーセットのウェイマスのMelcombe Regisで生まれた。14歳で装飾画家のハイモア(Thomas Highmore: 1660–1720)の徒弟になった。そのころイギリスで仕事をしていたイタリアの画家、アントニオ・ヴェッリオ(Antonio Verrio)やフランス生まれの画家、ルイ・ラゲール(Louis Laguerre)からも多くを学んだ。1696年に徒弟の期限が終わり、1704年にロンドンの装飾画家の同業者組合(Painter-Stainers' Company of London)に加入が認められた。
宮殿などの内装の装飾画を描き、1707年からオールド・ロイヤル・ネイバル・カレッジの装飾を描き、1715年にセントポール大聖堂の装飾画を依頼されるなど多くの建物に壁画を描いた。
彼は1718年に宮廷画家に選ばれ、	1720年に国王ジョージ1世からサーの称号を受けた 。1723年に王立協会の会員に選ばれ、当時、王立協会の会長であったアイザック・ニュートンの肖像画も残している。1722年から1734年まで議会の議員も務めた。
1722年にロンドンに絵画学校を開き、1725年に後に有名な風俗画家になるウィリアム・ホガースが入学してきた。ホガースはソーンヒルの娘と駆け落ちし、1729年に正式に結婚した。

## 作品

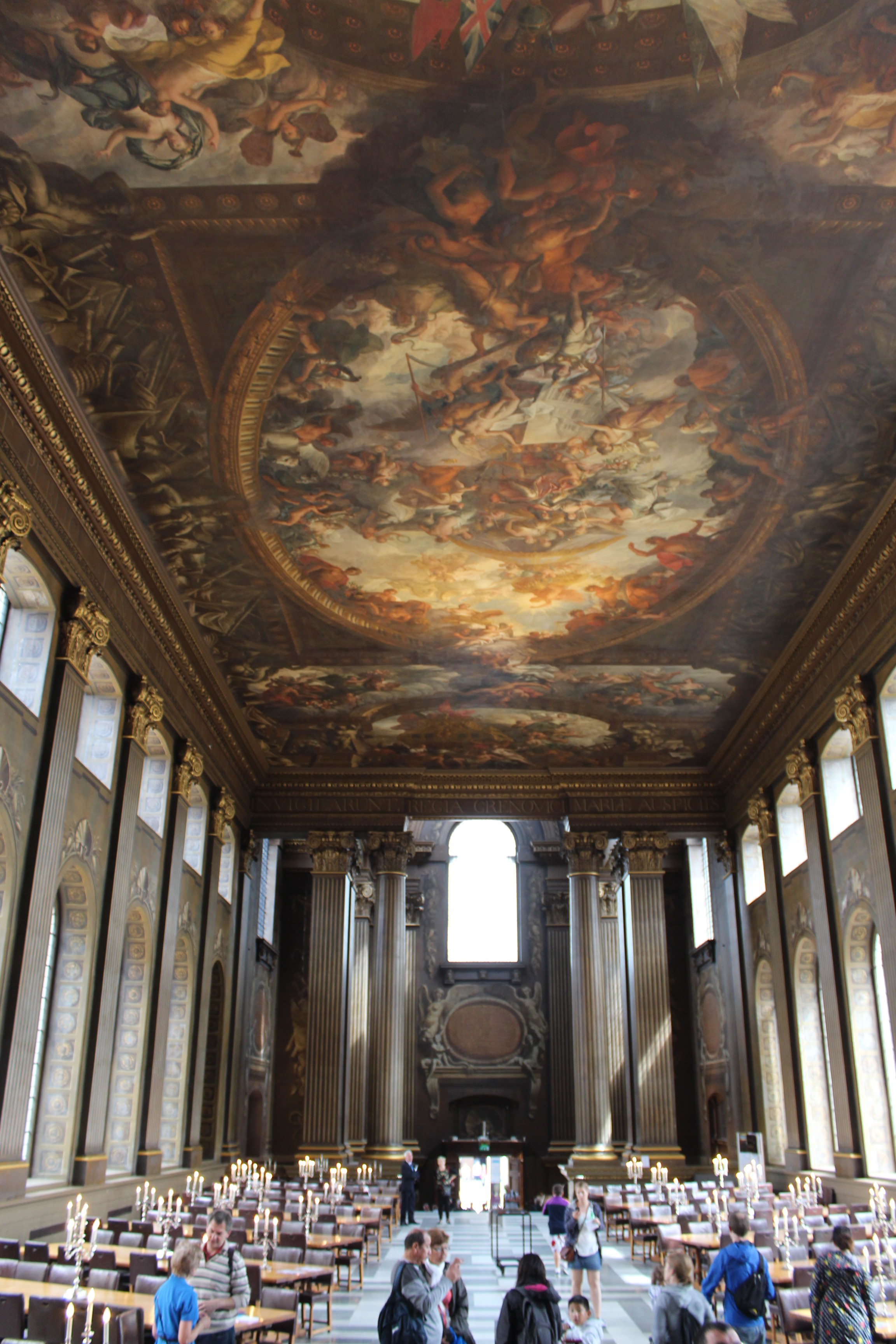
Painted Hall, Greenwich Hospitalの天井画
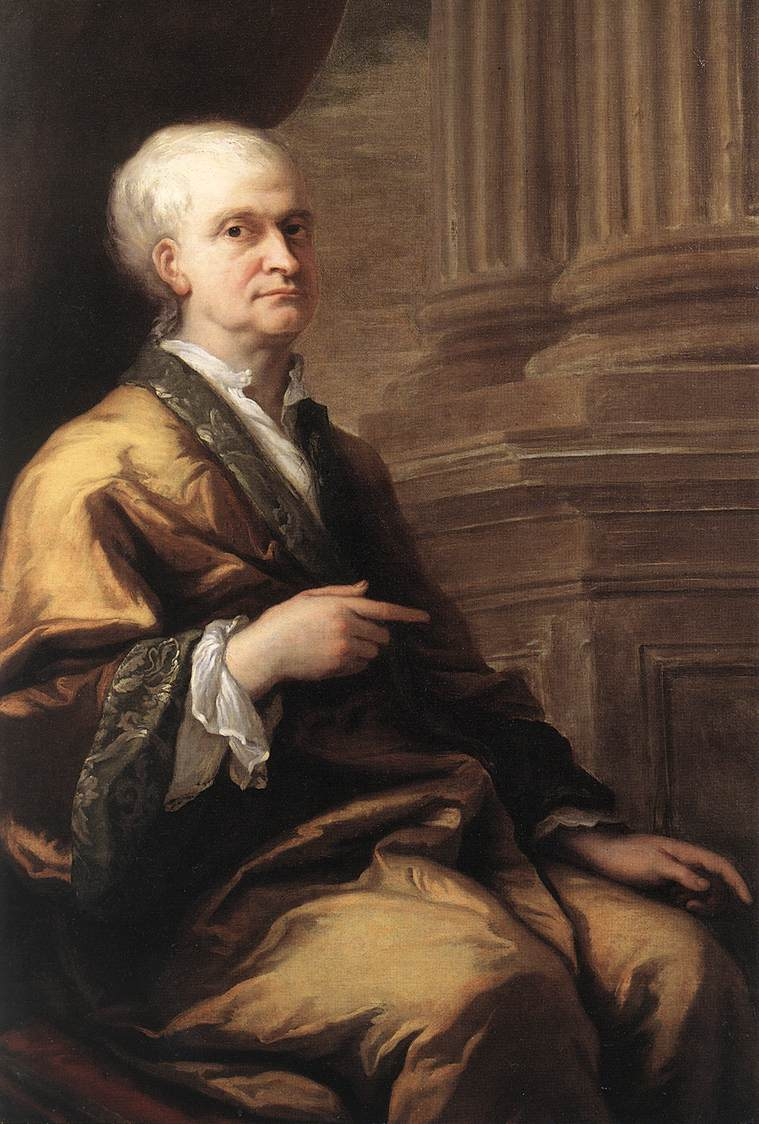
ニュートンの肖像画
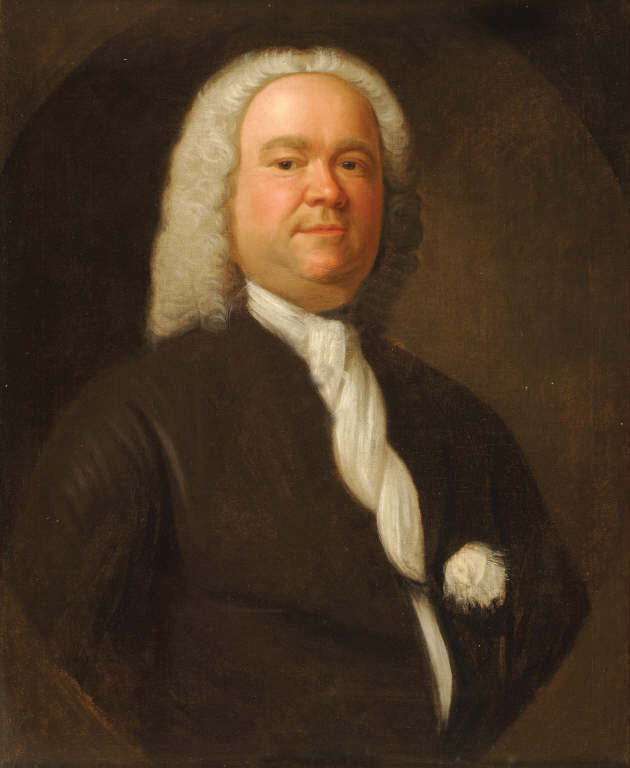
Sir Samuel Garrard, 4th Baronet
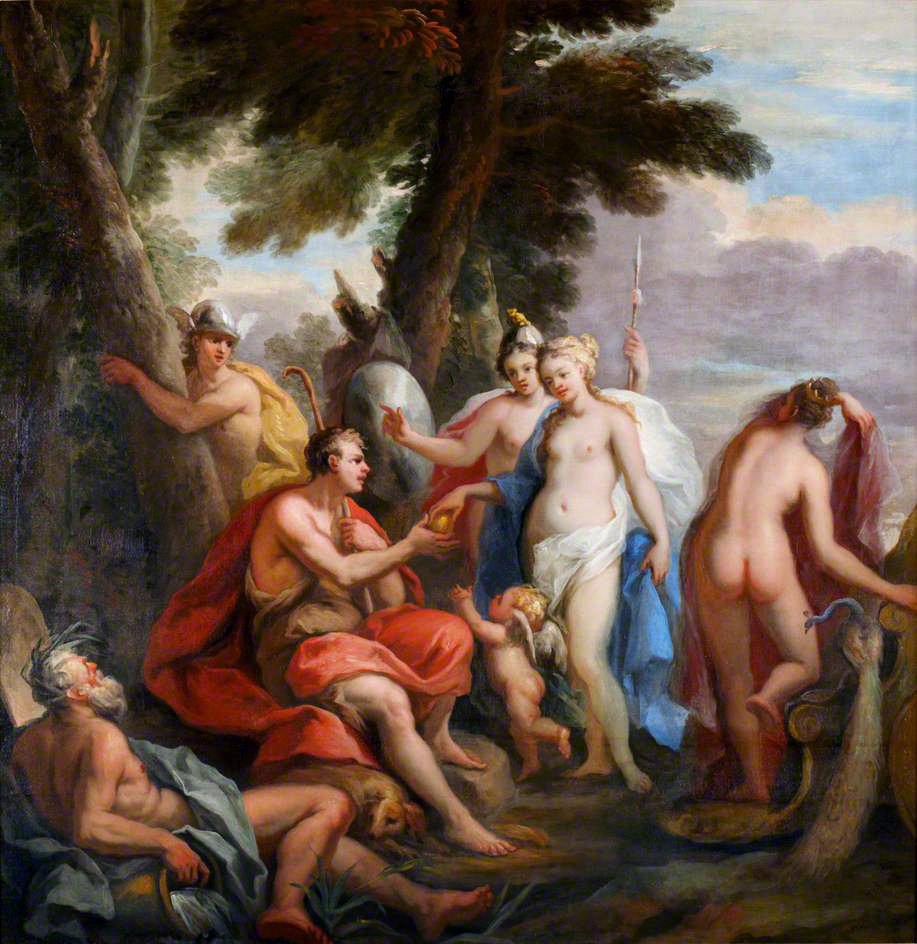
パリスの審判

## 関連図書
- Memorial of Sir James Thornhill (The Gentleman's Magazine and Historical Chronicle, Volume 195, Jan 1855) p486 ff.
- Sir James Thornhill (Dictionary of National Biography, 1885–1900, Volume 57).
- "Thornhill, Sir James" . Encyclopædia Britannica. 26 (11th ed.). 1911. p. 880.